# Akari Ogataová
Akari Ogataová (* 24. září 1990 Uki, Japonsko) je japonská zápasnice–judistka.

## Sportovní kariéra
S judem začínala na druhém stupni základní školy jako karatistka. V japonské seniorské reprezentaci se poprvé objevila v roce 2009 jako studentka Cukubské univerzity a hned při své premiéře ve světovém poháru, na prestižním Kano Cupu zvítězila. V roce 2012 jako japonská jednička v polotěžké váze vybojovala nominaci na olympijské hry v Londýně. Roli favoritky však nezvládla, vypadla ve druhém kole s Nizozemkou Marhinde Verkerkovou. Zápas měla většinu času pod kontrolou a minutu před koncem navýšila vedení po ko-soto-gari na dvě juka. Dvacet sekund před koncem však neuhlídala razantní nástup Nizozemky do seoi-nage a prohrála na wazari. Po olympijských hrách šla s formou dolů a přišla o post japonské jedničky v polotěžké váze. V roce 2015 na sebe s krajankou Harukou Tačimotovou upoutaly pozornost médií pozitivním dopingovým nálezem na látku methylephedrine. Jako příčinu nálezu japonská strana oznámila pochybení týmového lékaře, který zápasnicím podal lék proti nachlazení. Z původně navrhovaného ročního zákazu startu jim byl trest zkrácen na minimum a Ogataová již v květnu startovala ve světovém poháru v Baku.

### Vítězství
- 2009 – 1x světový pohár (Kano Cup)
- 2010 – 2x světový pohár (Paříž, Rotterdamp)
- 2011 – 2x světový pohár (Moskva, Kano Cup)

## Výsledky
| Olympijské hry    |    |    |    | úč. |     |   |   | — |  |  |  |  |  |  |  |  |  |  |  |  |  |
| Mistrovství světa | —  | 3. | 2. |     | úč. | — | — |   |  |  |  |  |  |  |  |  |  |  |  |  |  |
| Asijské hry       |    | 2. |    |     |     | — |   |   |  |  |  |  |  |  |  |  |  |  |  |  |  |
| Mistrovství Asie  | —  |    | —  | —   | —   |   | — | — |  |  |  |  |  |  |  |  |  |  |  |  |  |
| MS juniorů        | 1. |    |    |     |     |   |   |   |  |  |  |  |  |  |  |  |  |  |  |  |  |